# Tomohiro Wanami
Tomohiro Wanami (和波 智広, Wanami Tomohiro) est un footballeur japonais né le 27 avril 1980.